# Den forelskede Gullaschbaron
Den forelskede Gullaschbaron er en dansk stumfilm fra 1917, der er instrueret af Laurids Skands.

## Handling
Denne artikel mangler et handlingsreferat. Hjælp os med at skrive det.

## Medvirkende
- Elna From - Kammerraadinde Vilsen
- Bertel Krause - Grosserer Petersen
- Bergliot Skands - Agnes, kammerraadindens datter
- Holger Pedersen - Jakob Sparre, journalist
- Jørgen Lund - Petersen, tigger
- Lilly Bruun - Jakobine, husholderske hos grossereren
- Kirstine Kilian - Madam Jensen